# Diborure d'aluminium
Le diborure d'aluminium (AlB2) est un composé inorganique, l'un des deux borures d'aluminium, l'autre étant le dodécaborure d'aluminium (AlB12), les deux étant couramment appelés borure d'aluminium.  

## Structure
La structure du diborure d'aluminium est constituée de feuillets d'atomes de bore, similaires à ceux du graphite (a = 300,9 pm, c = 326,2 pm), entre lesquels sont intercalés des atomes d'aluminium. Cette structure est très similaire à celle du diborure de magnésium ou du diborure de manganèse. Son groupe d'espace est P6/mmm.

## Propriétés
Les monocristaux de diborure d'aluminium possèdent une conductivité métallique dans les directions parallèles aux plans hexagonaux.
Le diborure d'aluminium est considéré comme substance dangereuse car il réagit avec les acides et le dihydrogène en produisant des gaz toxiques. Par exemple, il réagit avec l'acide chlorhydrique en produisant du borane et du chlorure d'aluminium.
Il se décompose à partir de 956°C suivant une décomposition péritectique : 
6 AlB2  → 5Al + AlB12 . 
La température de cette réaction varie énormément suivant les conditions expérimentales, en particulier selon la morphologie des cristaux étudiés et la vitesse de chauffe ce qui explique une variété de température dans les sources. Cette réaction est irréversible au refroidissement. 

## Synthèse
Le diborure d'aluminium  peut être obtenu par réaction entre l'aluminium et le bore dans le vide à 800 °C, :
Al + 2B → AlB2